# Waterpoort (Gorinchem)

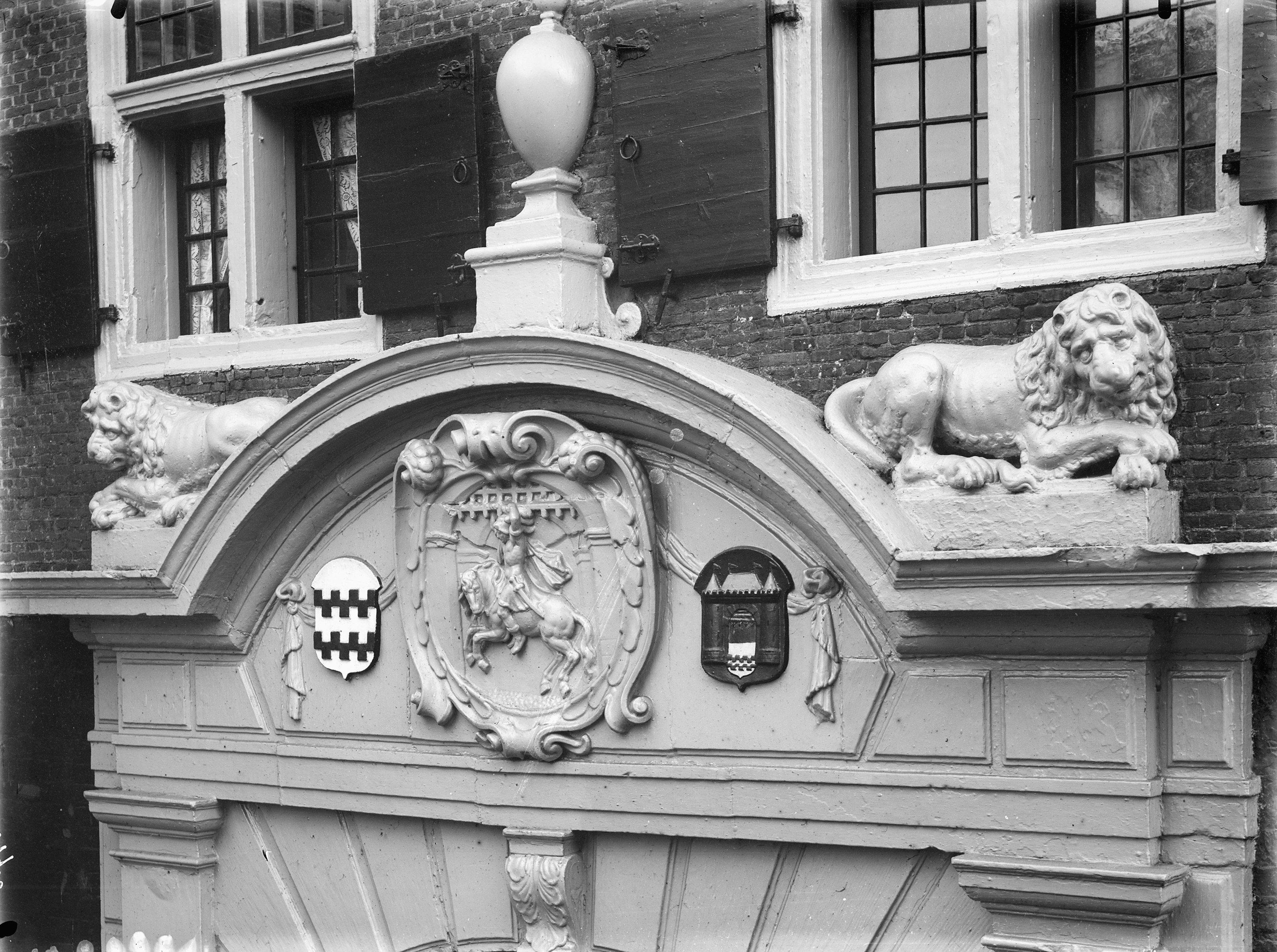
Beeldhouwwerk in de Waterpoort van Jan de Sterke, die zich met paard en al optrekt aan de Hoog-Arkelpoort

De Waterpoort van Gorinchem, in de Nederlandse provincie Zuid-Holland, was een poortgebouw dat tot 1893 onderdeel uitmaakte van de vestingwerken van deze stad. Buiten de Waterpoort bevond zich aan de rivier de Merwede een aanlegplaats voor schepen en ponten. 
Fragmenten van de Waterpoort zijn gebruikt tijdens de opbouw van het Fragmentengebouw van het Rijksmuseum in Amsterdam en ook het oude torenuurwerk wordt in het museum tentoongesteld. 
Op de locatie van de vroegere Waterpoort is tegenwoordig een coupure, die bij hoogwater wordt gesloten als onderdeel van de Nieuwe Hollandse Waterlinie.

## Geschiedenis
De waterpoort was een van de oorspronkelijke vier stadspoorten, die de vestingstad telde na de verbetering van de omwalling die in 1609 was afgerond. De andere drie waren de Kanselpoort, de Arkelpoort en de Dalempoort. Afgezien van de Dalempoort, zijn alle stadspoorten afgebroken om ruimte te maken voor het groeiende verkeer.
De verdedigingswerken werden ontworpen door Adriaen Anthonisz met hulp van de lokale schout Jacob Kemp, en werden aangelegd tussen 1580 en 1600. In die tijd bestond de poort uit een doorgang met daarboven een vertrek voor de wacht met een tentdak.
Nog geen halve eeuw na de bouw verkeerde de poort in een vervallen staat en in 1642 vervangen door een nieuwe poort, die onder andere werd opgebouwd uit de overbodig geworden Burgpoort. De resten van die poort waren nog altijd aan de oostzijde van de Dalemstraat tussen de bebouwing aanwezig. Er werd door het Gewest Holland een toezegging gedaan voor een bijdrage van f 4.000.

## Architectuur

### Poortgebouw
Aan de stadszijde van het poortgebouw kwam een beeldhouwwerk met een uitbeelding van Jan van Arkel, bijgenaamd Jan de Sterke, die zich naar verluidt met paard en al optrekt aan de Arkelpoort. Links hiervan het gekleurde wapen van Arkel en rechts het gekleurde stadswapen van Gorinchem, beide verbonden door een draperieversiering. Op de horizontale zijgedeelten kwamen twee leeuwen te liggen met de voorpoten kruiselings over elkaar. 
Het dak werd bekroond met twee bollen of appels, geleverd door de koperslager Cornelis Gijsbertsz. van Schoordijck voor ƒ 20. De gevel kreeg twee kruisvensters met driehoekige frontons en een drietal muurankers. 
Links van het venster was de toegang tot de poortwoning, via een klein groen poortje in de muur aan de Tolsteeg. Dat poortje is er nog. De doorgang van de poort werd 3,15 m breed en 7 m lang, met houten schotten. Bij de hoeken van de poort prijkten oude kanonnen als schrankpalen.
De poort vertoonde veel overeenkomst met de Dalempoort, die nog wel overeind staat, maar heeft echter geen veranda.
De waterzijde van het poortgebouw was eenvoudiger van uitvoering. In het midden een kruisvenster en een driehoekig fronton en vier muurankers. Men vermoedt dat voor augustus 1855 de gevel ook beeldwerken had die toen verwijderd zijn, toen een gemeenteverslag melding maakte van verzakkingen en de genie het buitenfrontispice af heeft gebroken.

### Klok
De waterpoort kreeg op de zolder een uurwerk met buiten één wijzer, waar de afvaart van de stoomboten op was afgestemd. In het open koepeltje hing een klok waarmee de tijd werd aangekondigd. In plafond en vloer waren grote gaten voor de bazaltstenen contragewichten van de poortklok. Nadat de poort bewoond werd, verhuisde de gehele luidinstallatie naar de zolder en de gaten werden gedicht.

## Woning
In 1871 nam het gezin v. d. Berghe, een magazijnknecht bij de in Gorcum gelegerde artillerie, vanuit de gribus bij de gasfabriek, zijn intrek in het vertrek boven de Waterpoort. De kleine raampjes zaten boven ooghoogte, maar door de vloer met blokken te verhogen kon later toch naar buiten worden gekeken. Vader v.d. Berghe timmerde er diverse vertrekjes.

## Sloop

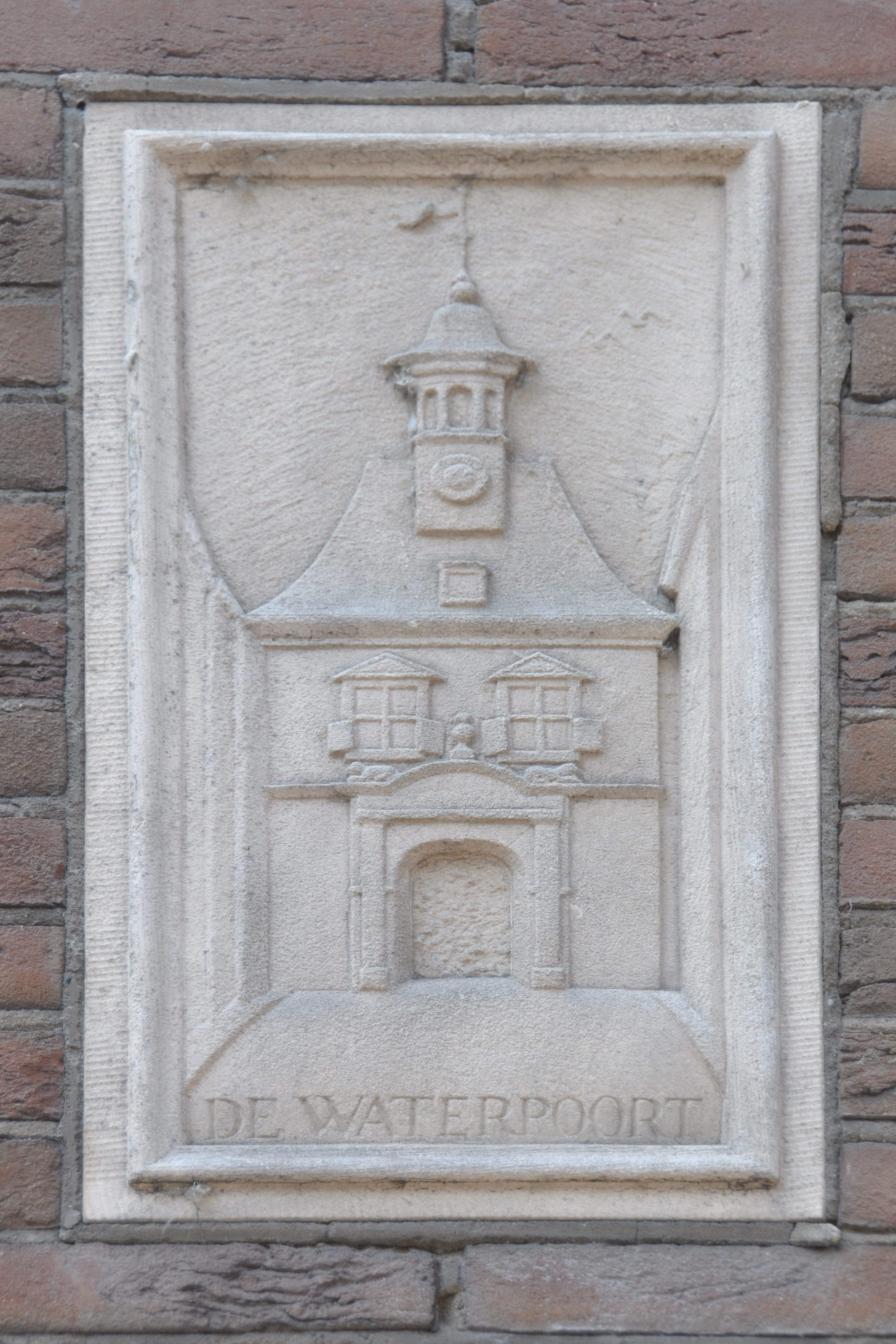
Gedenksteen in de vestigingswal naast de oude locatie van de waterpoort

De oorspronkelijke hoogte van de doorgang aan de stadszijde was ca. 4,25 m en aan de waterzijde 4,45 m, maar als gevolg van ophogingen was de hoogte aan de stadszijde gereduceerd tot 3,34 m en aan de rivierzijde tot 3,74 m.. Hoog beladen wagens leverden bij het passeren problemen op. Bedacht moet worden dat bij Gorinchem in de route Amsterdam - Parijs de Merwede per pont moest worden overgestoken. Het gemeentebestuur verzocht daarom aan de Minister van Waterstaat, Handel en Nijverheid om ten westen van de stad een brug over de vestinggracht aan te brengen. Wagens van enige omvang konden langs die weg het veer bereiken. Er volgde enige correspondentie, waarin de gemeente bij monde van burgemeester C. van Andel (geboren in Gorinchem) en secretaris W. Slootweg de minister liet weten:

"De Waterpoort is een volmaakt onnut gebouw niet passend bij eene moderne vesting, hinderlijk voor het verkeer, niet uitmuntende door architectonische schoonheid, zelfs niet eerbiedwaardig door ouderdom, daar zij nog geen drie eeuwen telt. Kan zij al bij de oprichting iets eigenaardigs gehad hebben; zooals zij thans daar staat, opgesloten tusschen beknellende en vooruitspringende gebouwen, met de voeten 70 cm à 1 m in de aarde, mist zij alle schoonheid."

 en

"Wij gaan in onze vereering van het oude niet zoo ver, dat wij daaraan het goede wenschen op te offeren en geroepen om de belangen van deze kleine stad te bevorderen, zijn wij er diep van doordrongen, dat alleen dan het gevaar om in later tijd tot de villes mortes te worden gerekend, kan worden afgewend, wanneer wij het oog blijven richten op de eischen van het moderne verkeer. Met die eischen is die poort ten eenenmale in strijd; onnut voor het doel, waarvoor zij gesticht werd, evenzeer onnut voor het doel, waaraan zij thans moet beantwoorden, heeft zij opgehouden eenige reden van bestaan te hebben en dient zij te vallen."

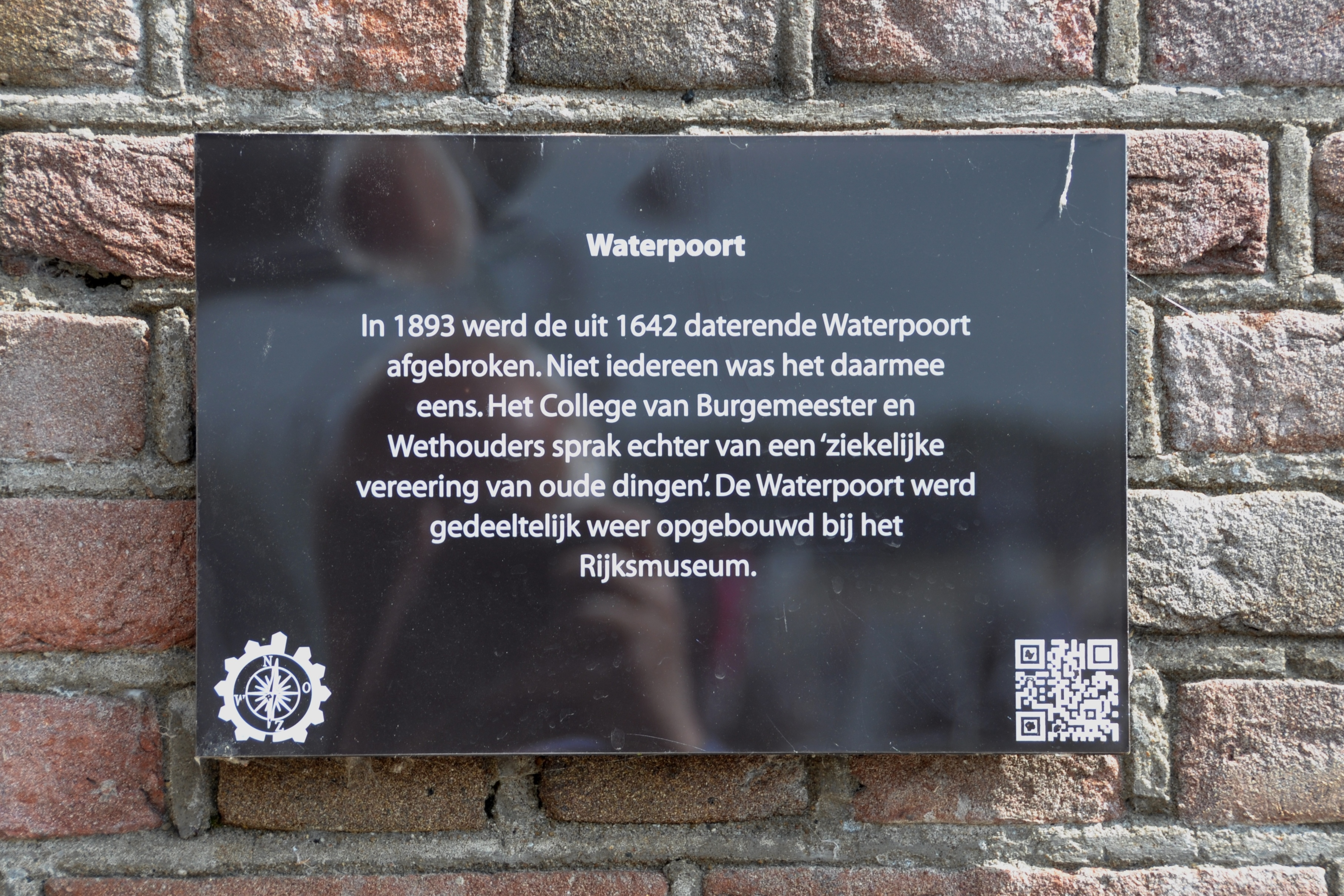
Bordje als aandenken aan de oude waterpoort in de vestigingswal naast de oude locatie van de waterpoort

Bij brief van 19 juli 1893 liet de minister weten, dat besloten was tot afbraak van de Waterpoort voor rekening van het departement van Waterstaat en tot wegruiming van de uitspringende schouderhoek van het Tolbastion. Ter compensatie van het verlies van de geniewoning in het poortgebouw, moest de gemeente Gorinchem dan zorgen voor vervangende woonruimte. De minister van Oorlog liet weten bereid te zijn tot vervanging van de Waterpoort door een open doorgang met hek.
Op 23 augustus 1893 volgde aanbesteding van de afbraak van de Waterpoort en wijziging van de doorgang. Aannemer Dubbeldam uit Dordrecht kreeg het werk voor f 9.370. De uitvoering startte op 31 augustus 1893. Ter plaatse kwam een coupure met twee paar schotbalksponningen, zodat het mogelijk was bij hoog water het gapende gat in de waterkering te sluiten. Onder normale omstandigheden was de doorgang afsluitbaar met een dubbel ijzeren hek, waarvan de hengsels nog aanwezig zijn. De werkzaamheden aan de doorgang eisten een slachtoffer: de opperman L.J. Venderbos maakte een val en overleed de volgende dag in het Zieken-Gasthuis.

## Opname in het Rijksmuseum

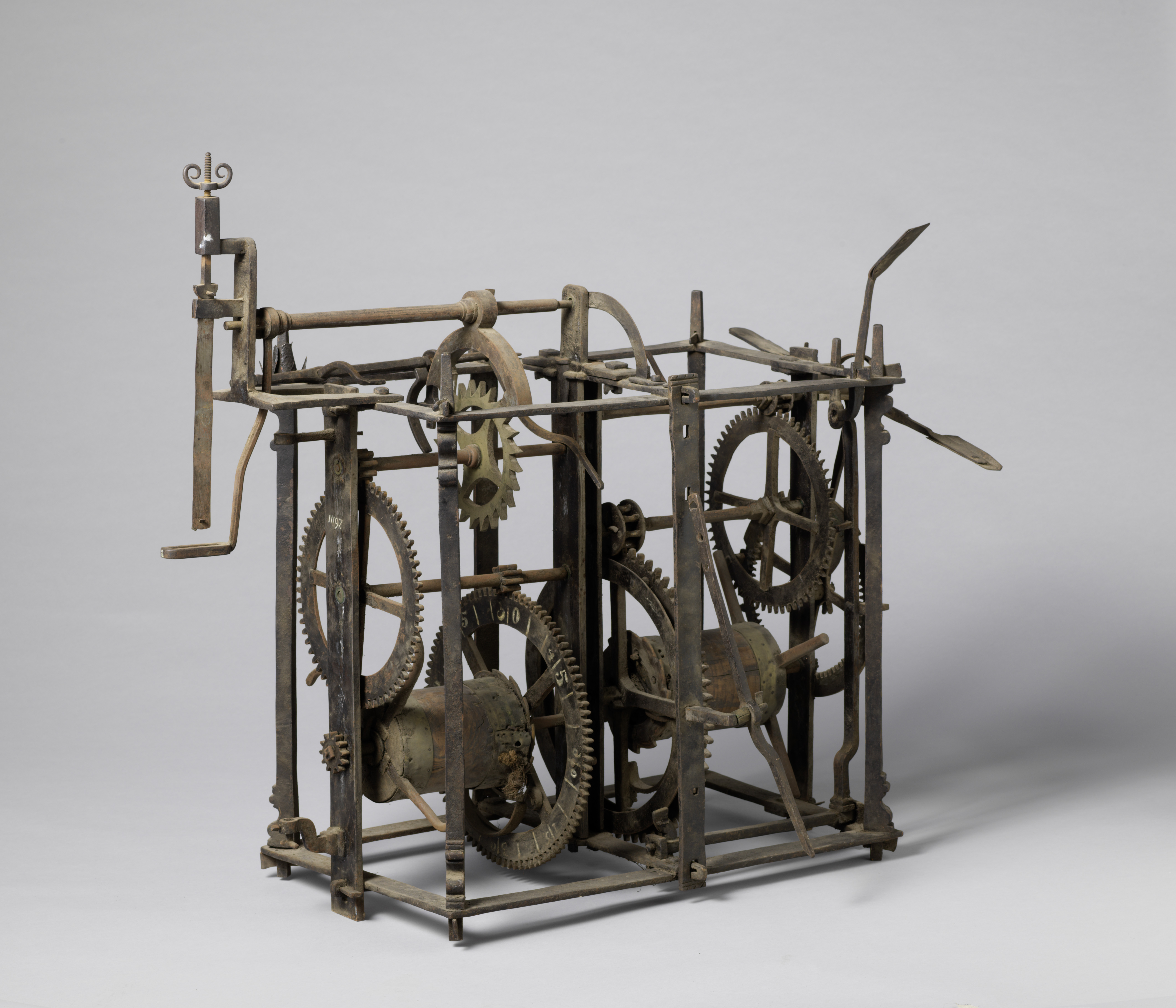
Het torenuurwerk in het Rijksmuseum

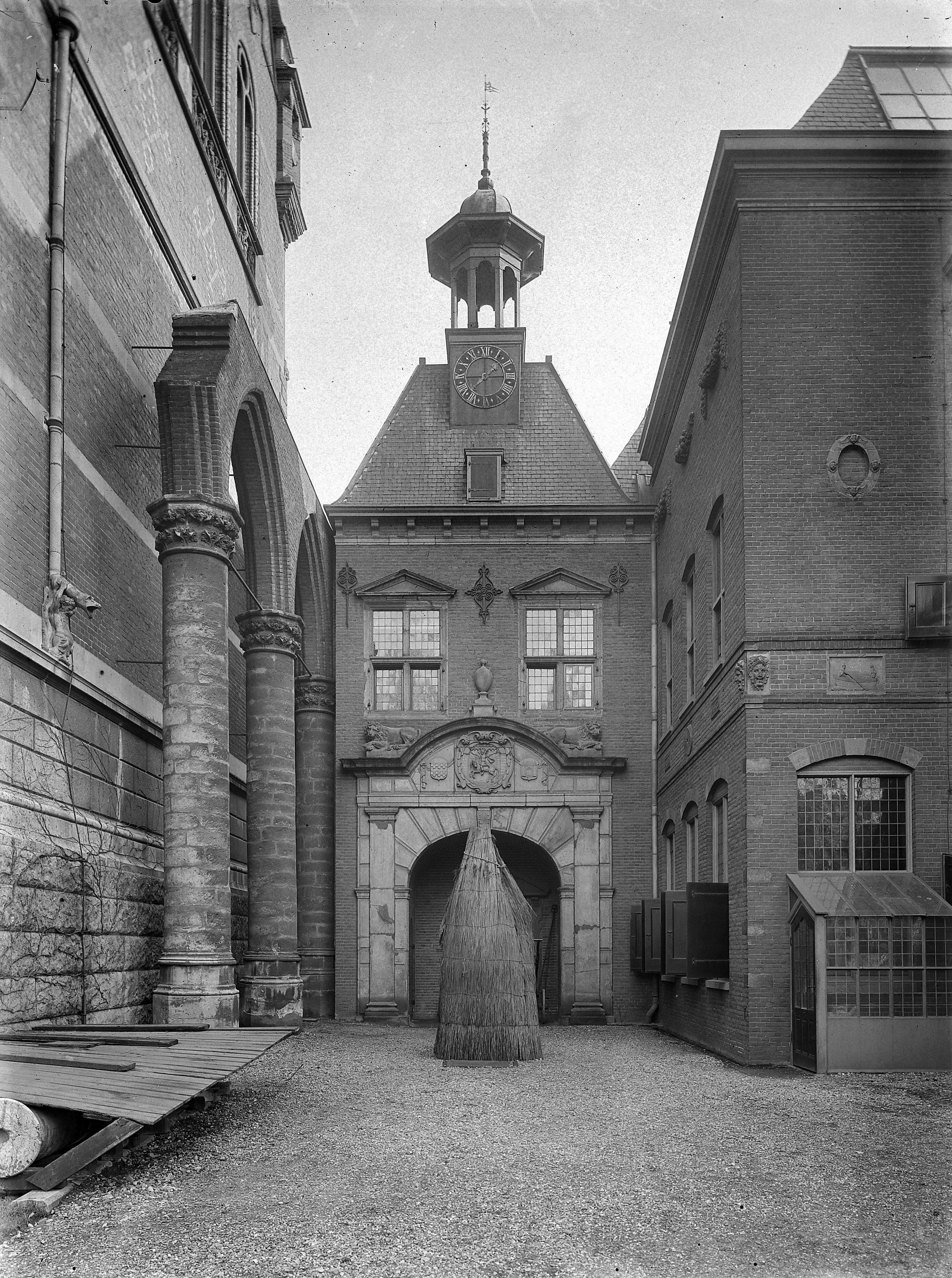
De herbouwde waterpoort van Gorinchem, in de tuin van het Rijksmuseum Amsterdam

### Poortgebouw
Vijf jaar na de opening van het hoofdgebouw (1885) werd in de tuin van het Rijksmuseum in Amsterdam een museumgebouw neergezet bestaande uit bouwfragmenten van andere monumenten in Nederland die aan het einde van de 19e eeuw op grote schaal werden gesloopt, het Fragmentengebouw in de Hobbemastraat 19. Rijksfunctionarissen wisten te bewerkstelligen, dat fragmenten van de Waterpoort naar het nieuwe Rijksmuseum gingen voor herbouw. De stadszijde, als zijnde de mooiste kant van de Waterpoort, werd door Architect Pierre Cuypers in de tuin opgebouwd in het Fragmentengebouw.

### Klok
Het gemeentebestuur verzocht na de sloop van de poort toestemming aan de Minister van Oorlog om de klok boven op de afgeknotte traptoren van het Tolhuis te mogen plaatsen. Die verleende onder zekere voorwaarden daartoe vergunning, maar uitvoering bleef achterwege, het was te duur. Maar toen de directeur van het Rijksmuseum Amsterdam vroeg het uurwerk en de klok te mogen plaatsen in de daar herbouwde Waterpoort, schonk de gemeenteraad op 29 april 1898 de volledige klok aan het Rijksmuseum.
In 2013 werden de wijzerplaten en wijzers grondig gerestaureerd en in de toren werd een modern uurwerk geplaatst, dat wordt aangestuurd door een atoomklok in Mainflingen. De restauratie werd betaald uit de in 2013 aan Wim Pijbes uitgereikte IJ-prijs en werd mede mogelijk gemaakt door de steun van particulieren. Een nauwgezet opnieuw afgegoten kopie van de originele klok werd op 25 april 2016 geplaatst en speelbaar gemaakt. Deze nieuwe klok werd gegoten door 's werelds grootste klokkengieterij en fabriek van torenuurwerken Koninklijke Eijsbouts en zal met uitzondering van de nachten elk uur luiden.

## Huidige situatie

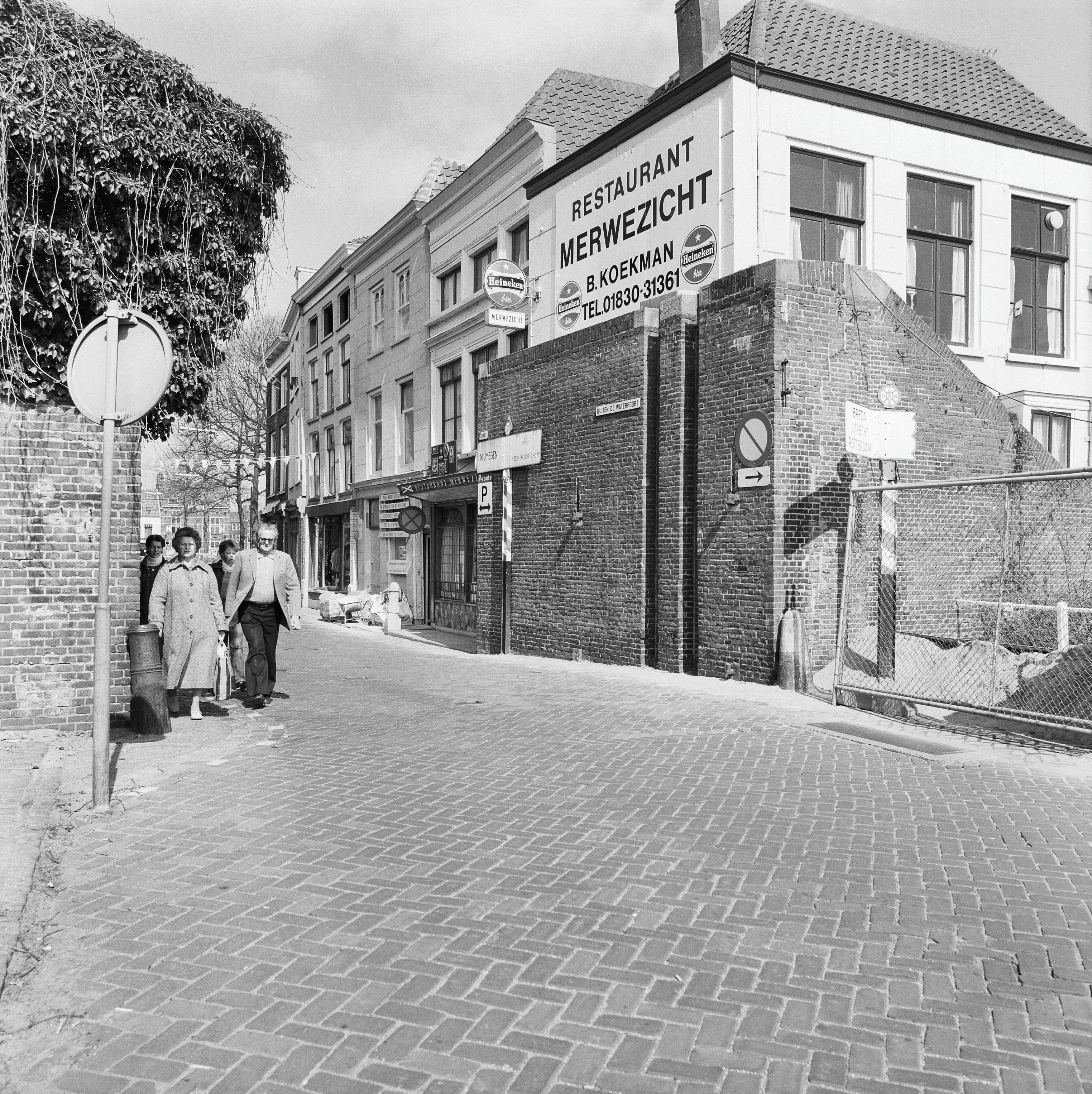
Huidige situatie van het gapende gat met elektrische schuif om de coupure te sluiten met houten balken (foto uit 1982)

Fragmenten van de Waterpoort zijn gebruikt in het Fragmentengebouw van het Rijksmuseum in Amsterdam. De oude torenklok wordt in het museum tentoongesteld. 
In Gorinchem is op de plek waar de oude waterpoort stond een gapend gat tussen een rij huizen. Er is hier doorheen een weg aangelegd die de binnenstad met het recreatiedeel "Buiten de Waterpoort" verbindt.
Het is een onderdeel van de vestingwallen in de rivierdijk en Nieuwe Hollandse Waterlinie, die de stad vandaag de dag nog beschermt. Het gat kan nog steeds gedicht worden door middel van een coupure, dit wordt gedaan mocht rivier de Merwede bij extreem hoogwater buiten haar oevers treden. Andere coupures in de Gorinchemse vesting zijn de sluis naar de Lingehaven, de bekende Dalempoort en de Poterne, een smalle doorgang in de Dalemwal. De coupure wordt gesloten met een elektrische schuif en houten balken bij een waterstand op de Merwede van 4,30m +NAP bij Vuren. Als oefening en uit voorzorg bij voorspelling van hoogwater wordt de coupure gesloten, waardoor het gedeelte Buiten de Waterpoort niet bereikbaar is.

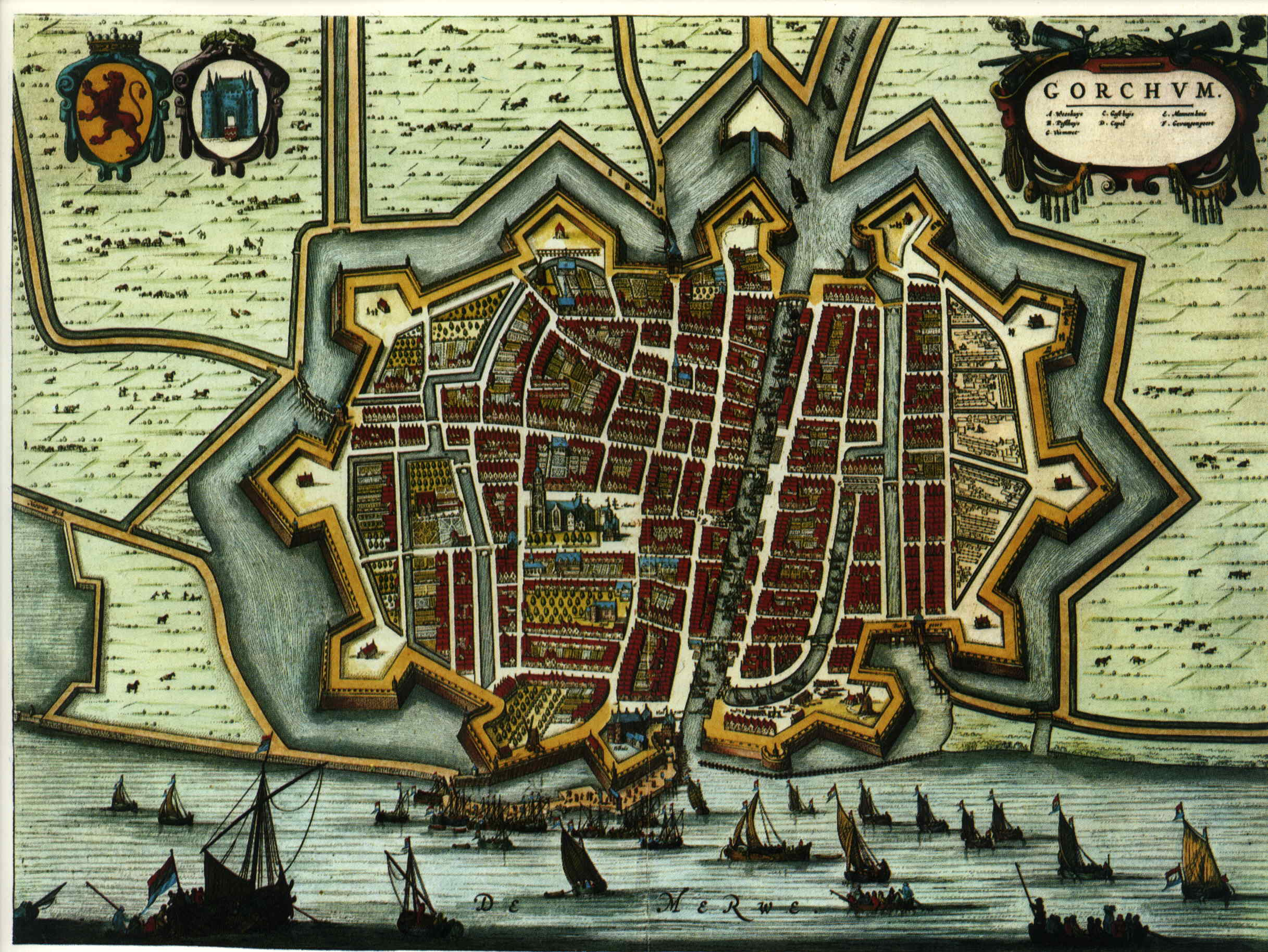
Kaart van de Vestingstad Gorinchem van Blaeu uit 1652 met daarin de vier stadspoorten zichtbaar

## Waalpoort
In het verleden is de poort ook wel aangeduid als Waalpoort. Men gaat ervan uit dat dit een verschrijving is geweest van kaartenmaker Joan Blaeu. Hij nam voor zijn kaart de plattegrond van N. Wijtmans als basis, maar schreef echter Waelpoort.

## Trivia
- Recreatiegebied Buiten de Waterpoort ligt op een aangelegd gedeelte, net buiten de stadsmuren, met als ingang de locatie van de oude waterpoort.[7]
- Waterpoort Makelaar[9] is een makelarij, die is vernoemd naar het oude waterpoort-gebouw.

Galerij Waterpoort
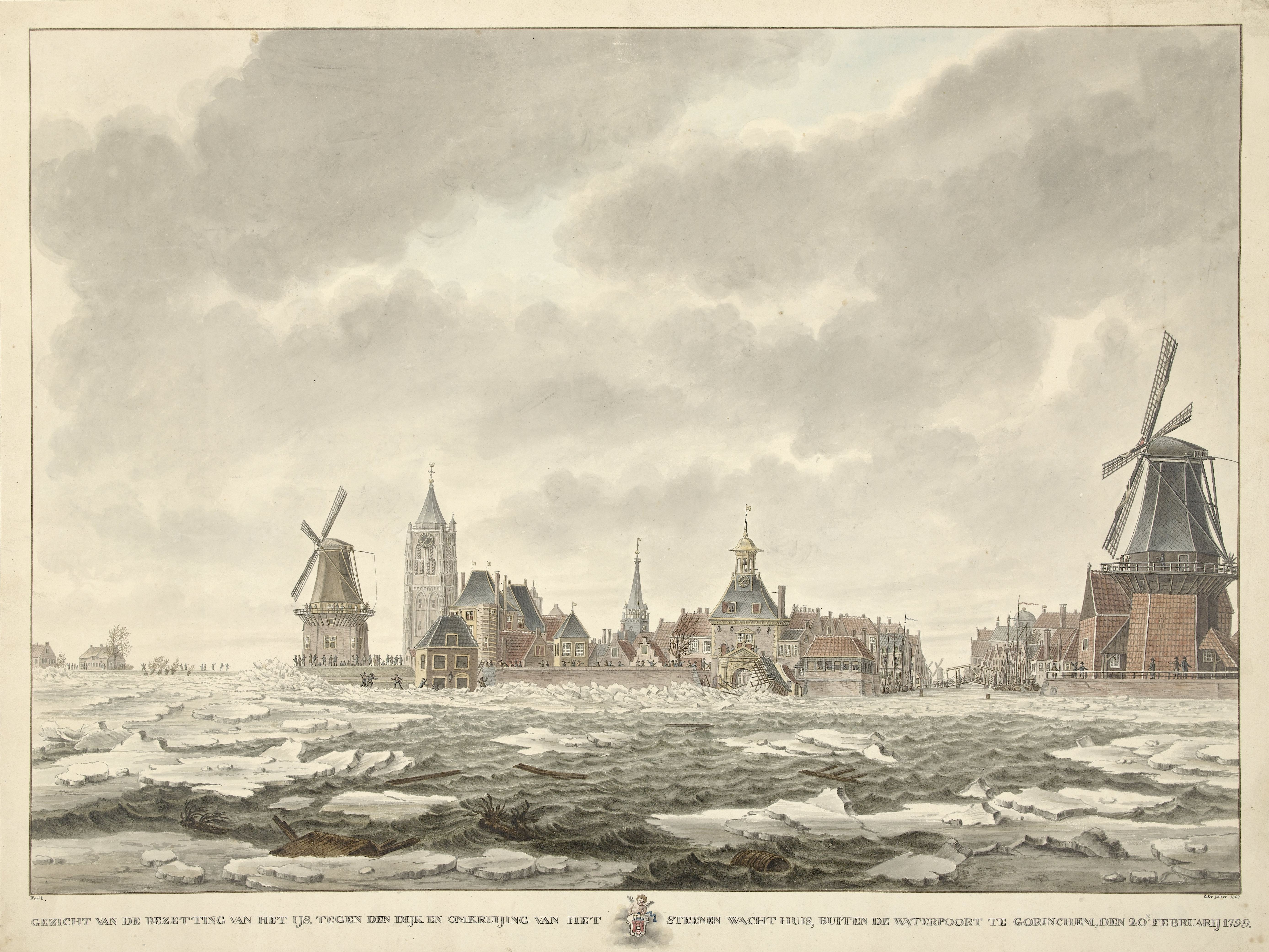
Waterpoort te Gorinchem met kruiend ijs in februari 1799
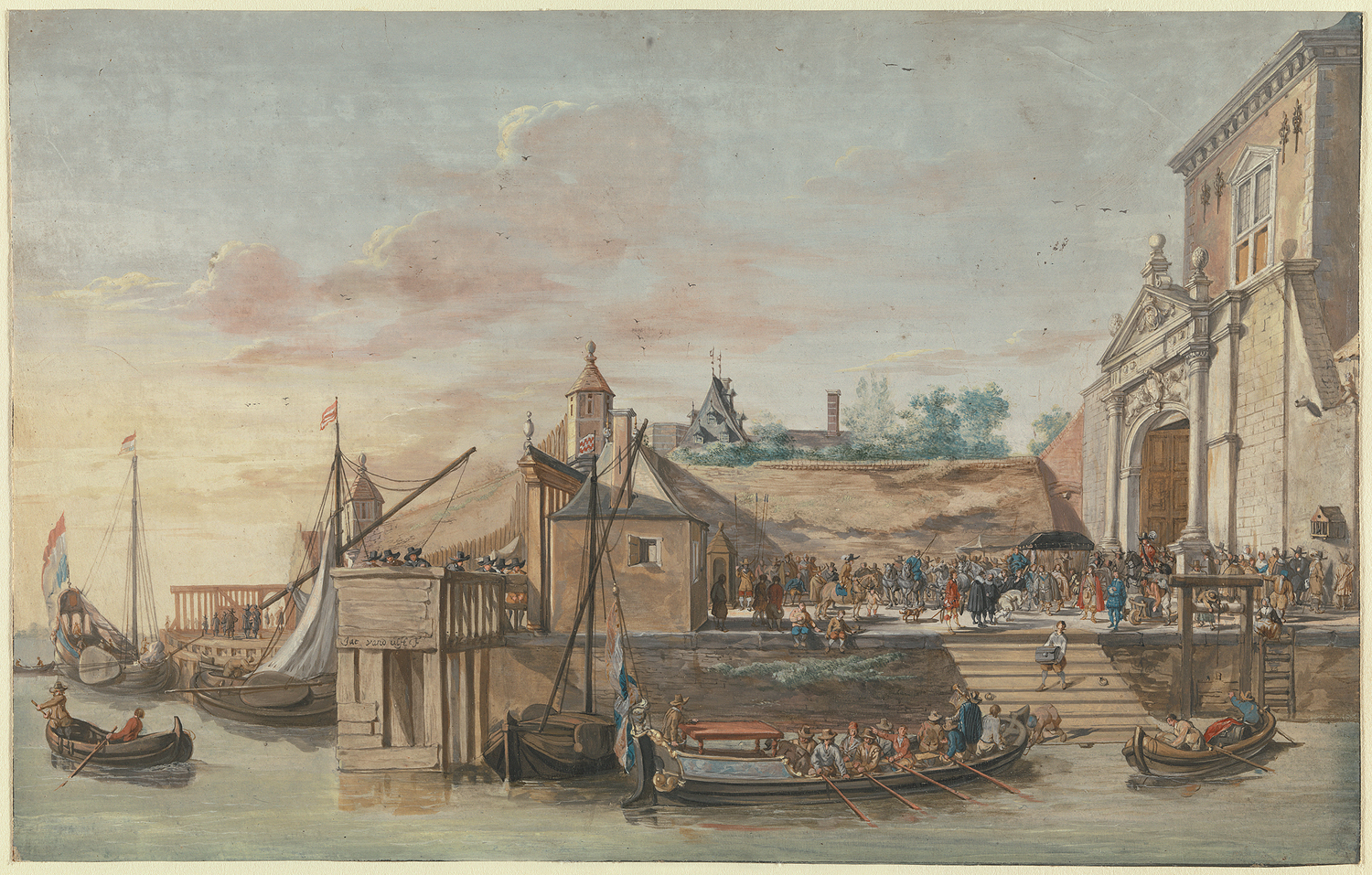
De Waterpoort te Gorinchem met een vertrekkend reisgezelschap
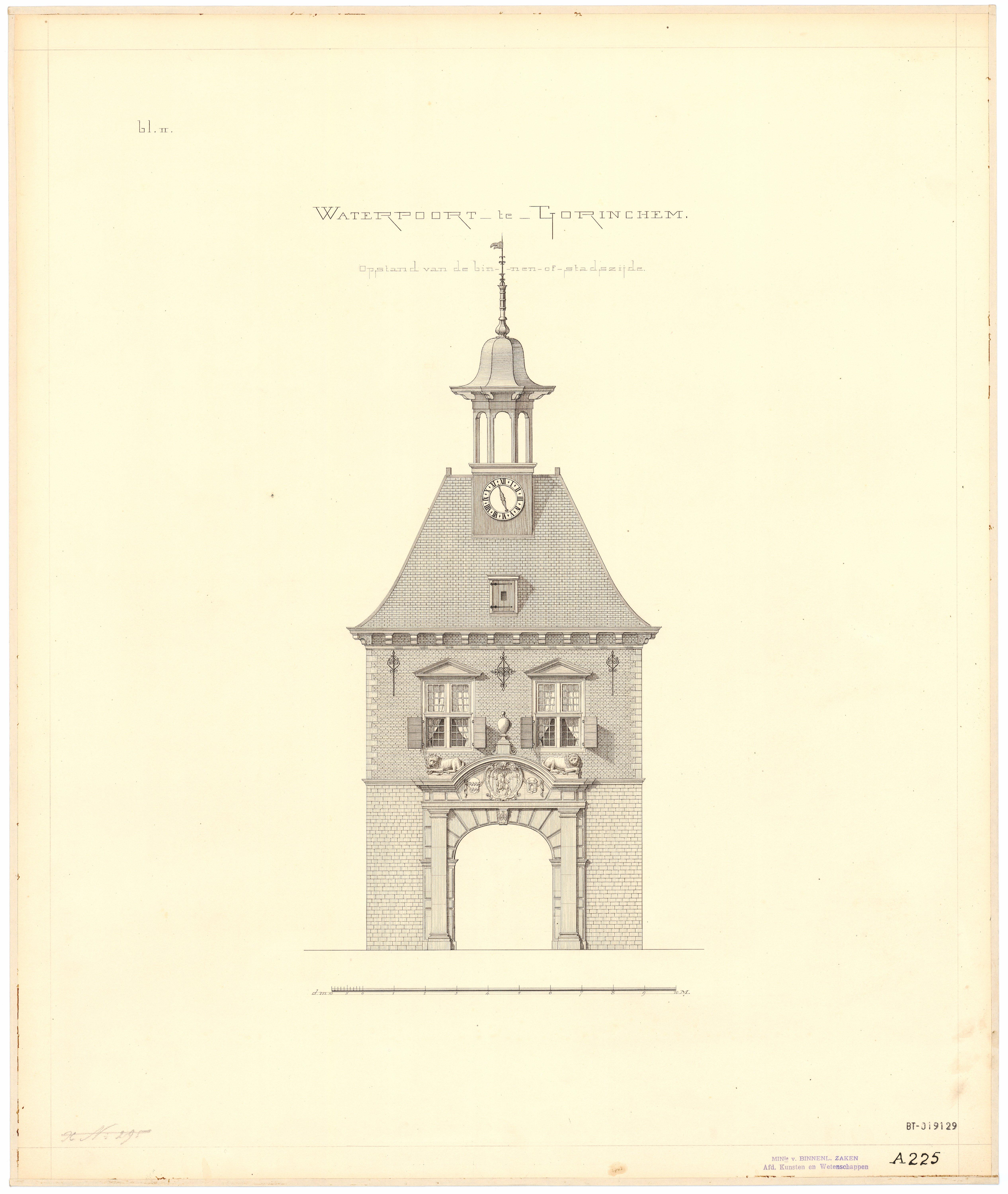
Bouwtekening opstand gevel stadszijde Waterpoort
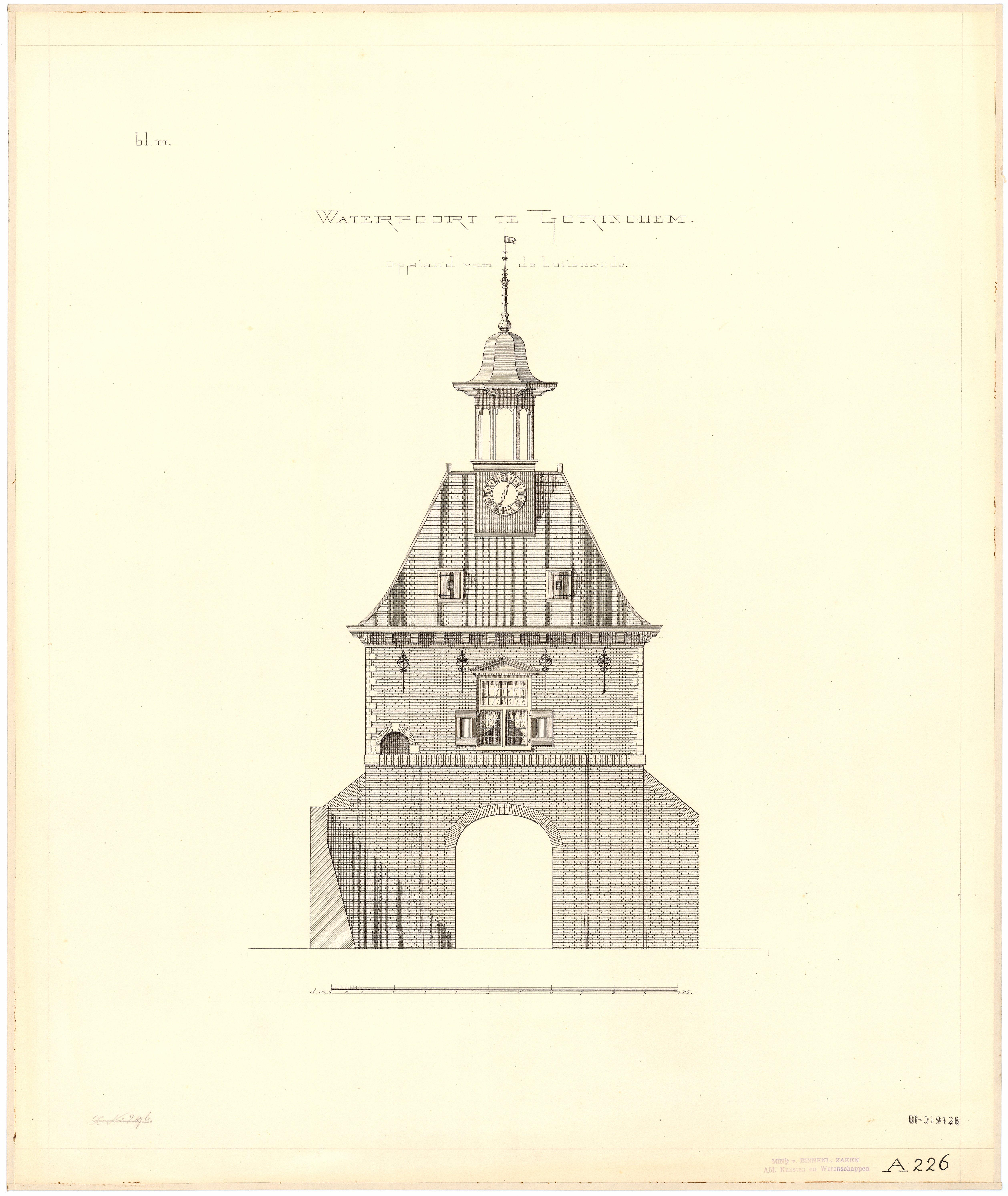
Bouwtekening opstand gevel buitenzijde Waterpoort
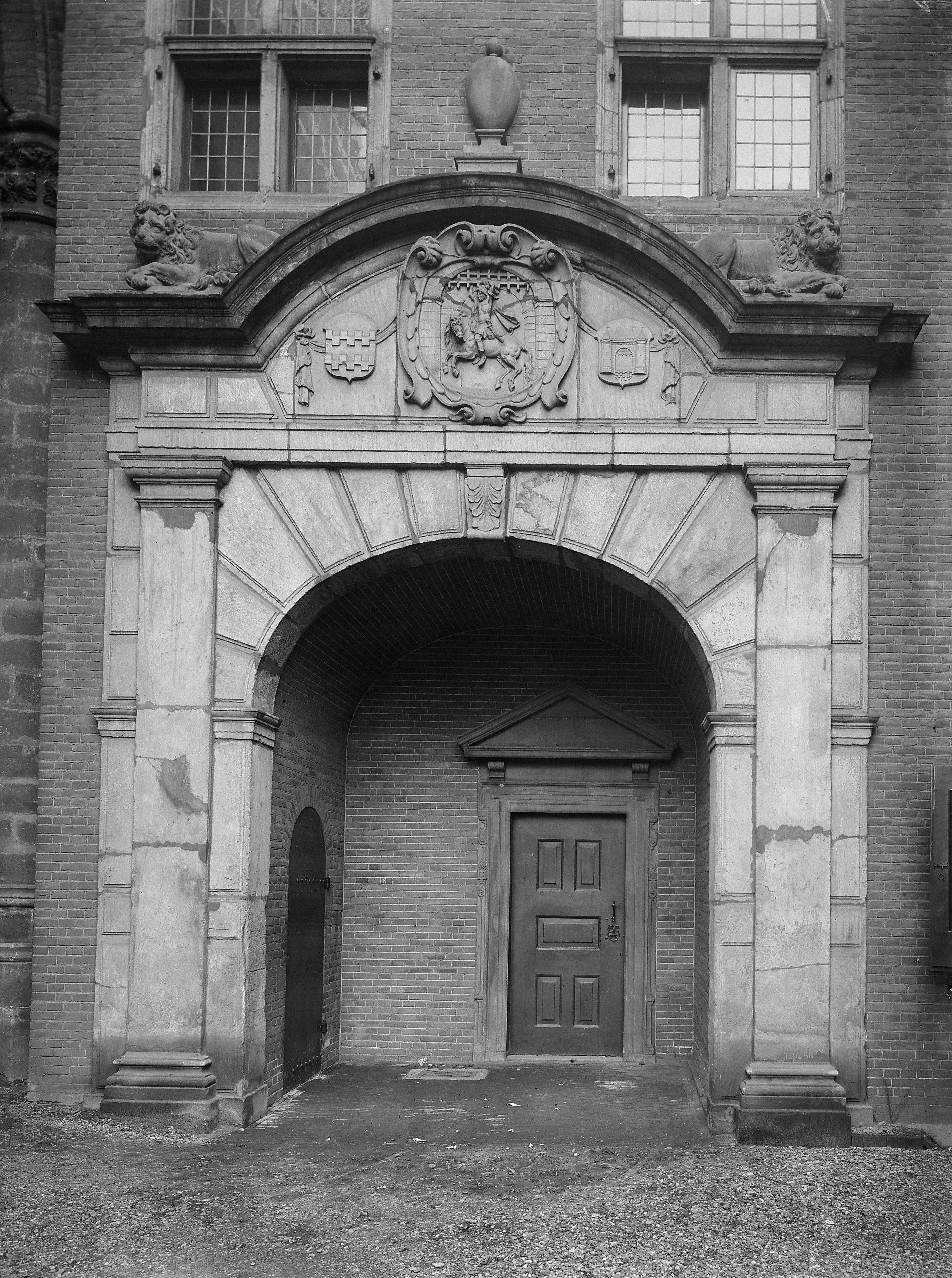
Poortdeel met beeldhouwwerk